# Campionati mondiali di ginnastica artistica 1995
I Campionati mondiali di ginnastica artistica 1995 sono stati la 31ª edizione della competizione. Si sono svolti a Sabae, in Giappone.

## Podi
| Evento                 | Oro | Argento | Bronzo |
| Uomini                 | | | |
| Squadre                | Cina Fan Bin Huang Huadong Huang Liping Li Xiaoshuang Zhang Jinjing Shen Jian Fan Hongbin                                | Giappone Yoshiaki Hatakeda Daisuke Nishikawa Hikaru Tanaka Toshiharu Sato Masayuki Matsunaga Hiromasa Masuda Masayoshi Maeda | Romania Dan Burincă Adrian Ianculescu Cristian Leric Nistor Sandro Nicu Stroia Marius Urzică Nicolae Bejenaru               |
| All-Around             | Li Xiaoshuang | Vital' Ščėrba | Evgenij Šabaev |
| Corpo libero           | Vital' Ščėrba | Li Xiaoshuang | Hryhorij Misjutin |
| Cavallo con maniglie   | Donghua Li | Huang Huadong Yoshiaki Hatakeda                                                                                              | Non assegnato |
| Anelli                 | Yuri Chechi | Dan Burincă | Jordan Jovčev |
| Volteggio              | Aleksej Nemov Hryhorij Misjutin                                                                                          | Non assegnato | Vital' Ščėrba |
| Parallele simmetriche  | Vital' Ščėrba | Huang Liping | Hikaru Tanaka |
| Sbarra                 | Andreas Wecker | Yoshiaki Hatakeda | Krasimir Dunev Zhang Jinjing                                                                                                |
| Donne                  | | | |
| Squadre                | Romania Lavinia Miloșovici Gina Gogean Simona Amânar Alexandra Marinescu Andreea Cacovean Claudia Presăcan Nadia Hațegan | Cina Mo Huilan Mao Yanling Meng Fei Qiao Ya Liu Xuan Ye Linlin Ji Liya                                                       | Stati Uniti Shannon Miller Dominique Moceanu Kerri Strug Donielle Thompson Jaycie Phelps Mary Beth Arnold Teresa Kulikowski |
| All-Around             | Lilija Podkopajeva | Svetlana Chorkina | Lavinia Miloșovici |
| Volteggio              | Simona Amânar Lilija Podkopajeva                                                                                         | Non assegnato | Gina Gogean |
| Parallele asimmetriche | Svetlana Chorkina | Mo Huilan Lilija Podkopajeva                                                                                                 | Non assegnato |
| Trave                  | Mo Huilan | Dominique Moceanu Lilija Podkopajeva                                                                                         | Non assegnato |
| Corpo libero           | Gina Gogean | Ji Liya | Ludivine Furnon |

## Medagliere
| Posiz. | Nazione     | Oro | Argento | Bronzo | Totale |
| ------ | ----------- | --- | ------- | ------ | ------ |
| 1      | Cina        | 3   | 6       | 1      | 10     |
| 2      | Ucraina     | 3   | 2       | 1      | 6      |
| 3      | Romania     | 3   | 1       | 3      | 7      |
| 4      | Bielorussia | 2   | 1       | 1      | 4      |
| 5      | Russia      | 2   | 1       | 1      | 4      |
| 6      | Germania    | 1   | 0       | 0      | 1      |
| 7      | Italia      | 1   | 0       | 0      | 1      |
| 8      | Svizzera    | 1   | 0       | 0      | 1      |
| 9      | Giappone    | 0   | 3       | 1      | 4      |
| 10     | Stati Uniti | 0   | 1       | 1      | 2      |
| 11     | Bulgaria    | 0   | 0       | 2      | 2      |
| 12     | Francia     | 0   | 0       | 1      | 1      |
| Totale | Totale      | 14  | 14      | 14     | 42     |